# 黒い海峡
『黒い海峡』（くろいかいきょう）は、1964年12月31日に日活が配給した、お正月映画。江崎実生監督、石原裕次郎主演のアクション映画。
かつて世話になったやくざの組長の命令で、人を殺した男が、3年振りに出所、組に戻るが、やがて組長に騙されていた事を知り復讐をする物語である。

## キャスト
- 石原裕次郎 : 槙明夫
- 十朱幸代 : 則子
- 吉行和子 : 香山知佐子
- 中谷一郎 : 大貫哲次
- 垂水悟郎 : 大月
- 藤竜也 : 香山
- 佐野浅夫 : 竜作
- 小高雄二 : 尾崎
- 磯部玉枝 	敏子
- 中台祥浩 	宮井
- 木浦佑三 	山下
- 深江章喜 : 相田
- 杉江弘 : 佐東
- 郷えい治 : 時田
- 木島一郎 	桑野
- 柴田新三 	刑事
- 久遠利三 	刑事
- 峰三平 	アパートの管理人
- 島村謙次 : ナイトクラブ支配人
- 亀山靖博 	チンピラ
- 柳瀬志郎 	バーテン
- 小柴隆 	高校の教師
- 黒田剛 	船場の配下
- 本目雅昭 	船場の配下
- 志方稔 	大月の配下
- 平塚仁郎 	大月の配下
- 英原穣二 	神戸警察署係官
- 野村隆 	男性デザイナー
- 大坂志郎 : 藤野
- 山形勲 : 船場

## スタッフ
- 監督 : 江崎実生
- 脚本 : 山崎巌、甲斐久尊
- 企画 : 児井英生
- 撮影 : 横山実
- 音楽 : 伊部晴美
- 編集 : 鈴木晄
- 歌 : 石原裕次郎「黒い海峡」
- 挿入歌 : 水島輝子 : 「仔猫のミミを捨てないで」、「ワンレイニーナイトイントウキョウ」
- スチール : 斎藤耕一

## ロケ地
- 日活公式サイトに掲載のもの
  - 新開地公園
  - 阪急三宮駅（当時）
  - 神戸水上警察署
  - 阪急六甲駅

など

## 併映作品
- 『若草物語』